# كينيث كاربنتر
كينيث كاربنتر (بالإنجليزية: Kenneth Carpenter)‏ هو إحاثي أمريكي، ولد في 21 سبتمبر 1949 في طوكيو في اليابان.